# Gerhard Kumleben
Gerhard Franz Kumleben, auch Francis Gérard-Kumleben, (* 29. August 1901 in Alt-Rahlstedt bei Hamburg; † 1. August 1974 in Meudon bei Paris) war ein deutsch-französischer Journalist, politischer Aktivist und Autor.

## Leben
Kumleben, der um 1920 in Wandsbek lebte, war 1925 „Kandidat des höheren Lehramts“. In den 1920er- und 1930er-Jahren war er Aktivist des Internationalen Sozialistischen Kampfbunds (ISK). 1930 rekrutierte er in England Mitglieder für die Socialist Vanguard Group (SVG). Er betätigte sich als Übersetzer und schrieb Artikel u. a. über Themen wie Klassenjustiz und Arbeitsplatz-Probleme für verschiedene Zeitschriften wie Die Weltbühne, isk – Zeitschrift des Internationalen Sozialistischen Kampf-Bundes und Sozialistische Warte und verfasste eine Reihe von Broschüren und Büchern – teilweise unter dem Pseudonym François Girard. Nach der Machtübernahme durch die Nationalsozialisten 1933 emigrierte er nach Frankreich und lebte bei Nora Platiel, Eva und Hans Lewinski in der Pariser Arbeitervorstadt Malakoff. Aus der Beziehung mit Nora Platiel ging der gemeinsame Sohn Roger hervor.
Kumleben war für den ISK in Frankreich als Journalist und Agitator tätig. Nach dem Ende der Besatzung Frankreichs durch das NS-Regime war er Sekretär des Comité français pour la fédération européenne (CFFE), einer Organisation, die den europäischen Föderalismus förderte; 1945 betrieb er die Umwandlung des CFFE in das Comité international pour la Fédération européenne (CIFE).
Nach Kriegsende setzte er von Paris aus – z. T. als Francis Gérard-Kumleben – seine publizistische Tätigkeit in der Bundesrepublik fort, u. a. in einer „soziologischen Betrachtung der Atomphysik“, erschienen in Die Umschau. Internationale Revue. Ferner schrieb er 1949 für Dolf Sternbergers Zeitschrift Die Wandlung. und Aussenpolitik, Zeitschrift für internationale Fragen. Im Mai 1948 nahm er als Syndikalist für Frankreich am Congress of Europe in Den Haag teil. Für den Rundfunk in Westdeutschland kommentierte er aus Paris europäische Probleme sowie die Arbeit der Nationalversammlung. In den 1960er-Jahren war er Directeur de la Redaction Technique der Zeitschrift Industries Atomiques.

## Werke (Auswahl)
- Arbeiterkinder und höhere Schulen in Hamburg. In: ISK 1 (11), S. 186–188
- Gerhard Kumleben (Hrsg.): Jakob Friedrich Fries: 'The Philosophical Theory of Right (1927)[19]
- The Just State, Manchester: Public Life, 1927
- Politics of Reason. No. 1 The Just State. London, International Publishing Company, 1927
- The workers' case for free trade. London Intern. Publishing Co. 1932.
- François Gerard: Um die Diktatur des Proletariats. Das ratlose Büro der II. Internationale. In: Sozialistische Warte 1/3, Juli 1934
- Le Gouvernement du Front Populaire et la paix!. London, Societe d'Editions Internationales. 1936.
- François Girard: La Republique Socialiste. Ni Democratie, ni Autocratie. London, Societe d'Editions Internationales. 1935.
- François Girard: Les congregations economiques, voila l'ennemi! Propositions pour une adjonction au programme du Front Populaire. London, Societe d'Editions Internationales. 1936.
- Katholizismus und Arbeiterschaft in England.
- François Girard:  La federazione europea e il socialismo (il problema come e veduto dal socialismo americano), PSI, Quaderni d'attualita 3, (März) 1945. Ginzburg, Leone, Scritti, Turin 1964.
- Gérard Kumleben: Afrika in Strassburg. [Anlässlich einer Erklärung Senghors in der Beratenden Versammlung des Europa-Rats]. In: Cahiers de Bruges. Collège d'Europe, 1955